# Bombus balteatus
Espèce
Bombus balteatus est une espèce de bourdons. Il fait partie du sous-genre Alpinobombus.
 Elle peut être trouvée en Russie, Finlande et Amérique du Nord. 